# Junonia xerophylla
Junonia xerophylla är en fjärilsart som beskrevs av Walter Karl Johann Roepke 1938. Junonia xerophylla ingår i släktet Junonia och familjen praktfjärilar. Inga underarter finns listade i Catalogue of Life.